# Планета обезьян
Планета обезьян (англ. Planet of the Apes) — американская медиафраншиза, состоит из оригинального фильма, его четырёх сиквелов, ремейка, перезапущенной тетралогии, а также двух телевизионных и книжной адаптации, комиксов и видеоигр по их мотивам.
Франшиза основана на романе французского писателя Пьера Буля 1963 года La Planète des singes, переведённом на английский язык как Planet of the Apes или Monkey Planet. Его экранизация 1968 года «Планета обезьян» стала критическим и коммерческим хитом, положив начало серии сиквелов, дополнений и производных работ. Артур П. Джейкобс продюсировал первые пять фильмов об обезьянах через APJAC Productions для дистрибьютора 20 век Фокс; после его смерти в 1973 году Фокс контролировал франшизу.
Четыре продолжения последовали за оригинальным фильмом с 1970 по 1973 год: «Под планетой обезьян», «Бегство с планеты обезьян», «Завоевание планеты обезьян» и «Битва за планету обезьян». Они не приблизились к признанию критиками оригинала, но имели коммерческий успех, породив телесериал с живыми актёрами в 1974 году и мультсериал в 1975 году. Планы по ремейку фильма попали в «Производственный ад» более чем за 10 лет до Тима Бёртона. «Планета обезьян» была выпущена в 2001 году. Серия фильмов о перезагрузке началась в 2011 году с «Восстание планеты обезьян», за которым последовали «Планета обезьян: Революция» в 2014 году и «Планета обезьян: Война» в 2017 году. В 2019 году Disney приобрела развлекательные активы 21st Century Fox, включая 20th Century Fox. В том же году Disney объявила, что в производстве находятся дальнейшие сиквелы к серии перезагрузки 2011 года, а дата выхода «Планета обезьян: Новое царство» официально объявлена в 2024 году. Фильмы собрали в мировом прокате более 2,5 миллиардов долларов США при общем бюджете в 687,6 миллиона долларов. Привязки к франшизе включают книги, комиксы, видеоигры и игрушки.
«Планета обезьян» привлекла особое внимание кинокритиков из-за своего отношения к расовым проблемам. Аналитики кино и культуры также исследовали темы холодной войны и прав животных. Сериал повлиял на последующие фильмы, средства массовой информации и искусство, а также на популярную культуру и политический дискурс.

## Фильмы
| Фильм                          | Дата выхода        | Режиссёр           | Сценарист(ы)                                    | Сюжет                                           | Продюсер(ы)                                                                |
| Оригинальная серия             | Оригинальная серия | Оригинальная серия | Оригинальная серия                              | Оригинальная серия                              | Оригинальная серия                                                         |
| ------------------------------ | ------------------ | ------------------ | ----------------------------------------------- | ----------------------------------------------- | -------------------------------------------------------------------------- |
| Планета обезьян                | 25 мая 1968        | Франклин Шеффнер   | Майкл Уилсон и Род Серлинг                      | Майкл Уилсон и Род Серлинг                      | Артур Джейкобс                                                             |
| Под планетой обезьян           | 27 мая 1970        | Тед Пост           | Пол Ден и Морт Абрахамс                         | Пол Ден                                         | Артур Джейкобс                                                             |
| Бегство с планеты обезьян      | 21 мая 1971        | Дон Тэйлор         | Пол Ден                                         | Пол Ден                                         | Артур Джейкобс                                                             |
| Завоевание планеты обезьян     | 29 июня 1972       | Джей Ли Томпсон    | Пол Ден                                         | Пол Ден                                         | Артур Джейкобс                                                             |
| Битва за планету обезьян       | 15 июня 1973       | Джей Ли Томпсон    | Джон Коррингтон и Джойс Коррингтон              | Пол Ден                                         | Артур Джейкобс                                                             |
| Ремейк                         |                    |                    |                                                 |                                                 |                                                                            |
| Планета обезьян                | 27 июля 2001       | Тим Бёртон         | Уильям Бройлес, Лоуренс Коннер и Марк Розенталь | Уильям Бройлес, Лоуренс Коннер и Марк Розенталь | Ричард Д. Занук                                                            |
| Перезагрузка                   |                    |                    |                                                 |                                                 |                                                                            |
| Восстание планеты обезьян      | 5 августа 2011     | Руперт Уайатт      | Рик Джаффа и Аманда Сильвер                     | Рик Джаффа и Аманда Сильвер                     | Питер Чернин, Дилaн Клaрк, Рик Джаффа и Аманда Сильвер                     |
| Планета обезьян: Революция     | 17 июля 2014       | Мэтт Ривз          | Марк Бомбэк, Рик Джаффа и Аманда Сильвер        | Марк Бомбэк, Рик Джаффа и Аманда Сильвер        | Питер Чернин, Дилaн Клaрк, Рик Джаффа и Аманда Сильвер                     |
| Планета обезьян: Война         | 13 июля 2017       | Мэтт Ривз          | Марк Бомбэк и Мэтт Ривз                         | Марк Бомбэк и Мэтт Ривз                         | Питер Чернин, Дилaн Клaрк, Рик Джаффа и Аманда Сильвер                     |
| Планета обезьян: Новое царство | 10 мая 2024        | Уэс Болл           | Джош Фридман                                    | Джош Фридман                                    | Уэс Болл, Джо Хартвик, Джейсон Рид, Мэтт Ривз, Рик Джаффа и Аманда Сильвер |
| Планета обезьян 5              | 2027               | Уэс Болл           | TBA                                             | TBA                                             | TBA                                                                        |

## Телесериалы
| Сериал                         | Сезон          | Эпизоды        | Трансляция                    | Сеть           |
| Игровой сериал                 | Игровой сериал | Игровой сериал | Игровой сериал                | Игровой сериал |
| ------------------------------ | -------------- | -------------- | ----------------------------- | -------------- |
| Планета обезьян                | 1              | 14             | 13 сентября — 20 декабря 1974 | CBS            |
| Анимационный сериал            |                |                |                               |                |
| Возвращение на планету обезьян | 1              | 13             | 6 сентября — 29 ноября 1975   | NBC            |

## Критическое и коммерческое признание
| Название                       | Рейтинг            | Рейтинг         | Рейтинг     | Сборы        | Бюджет       |
| Название                       | Rotten Tomatoes    | Metacritic      | CinemaScore |              |              |
| ------------------------------ | ------------------ | --------------- | ----------- | ------------ | ------------ |
| Планета обезьян                | 86 % (59 обзоров)  | 79 (14 обзоров) | —           | $32 589 624  | $5 400 000   |
| Под планетой обезьян           | 37 % (30 обзоров)  | 46 (9 обзоров)  | —           | $18 999 718  | $3 000 000   |
| Бегство с планеты обезьян      | 77 % (30 обзоров)  | 69 (9 обзоров)  | —           | $12 348 905  | $2 500 000   |
| Завоевание планеты обезьян     | 50 % (22 обзоров)  | 49 (6 обзоров)  | —           | $9 700 000   | $1 800 000   |
| Битва за планету обезьян       | 36 % (28 обзоров)  | 40 (5 обзоров)  | —           | $8 844 595   | $1 700 000   |
| Планета обезьян                | 44 % (160 обзоров) | 50 (34 обзоров) | B−          | $362 211 740 | $100 000 000 |
| Восстание планеты обезьян      | 82 % (272 обзоров) | 68 (39 обзоров) | A−          | $481 801 049 | $93 000 000  |
| Планета обезьян: Революция     | 91 % (316 обзоров) | 79 (48 обзоров) | A−          | $710 644 566 | $170 000 000 |
| Планета обезьян: Война         | 94 % (363 обзоров) | 82 (50 обзоров) | A−          | $490 719 763 | $150 000 000 |
| Планета обезьян: Новое царство | 80 % (217 обзоров) | 66 (56 обзоров) | B           | $397,302,868 | $160 000 000 |

## Печатная продукция
- La Planète des singes,[31] (Планета обезьян, 1963)
- Planet of the Apes: The Fall
- Conspiracy of the Planet of the Apes
- Planet of the Apes (комиксы)